# Diadeembaardkoekoek
De diadeembaardkoekoek (Hapaloptila castanea) is een vogel uit de familie Bucconidae (baardkoekoeken).

## Verspreiding en leefgebied
Deze soort komt voor in westelijk Colombia, centraal Ecuador en noordwestelijk Peru.

## Status
De grootte van de populatie is niet gekwantificeerd maar de soort wordt omschreven als zeldzaam, maar wel stabiel in aantal. Op de Rode lijst van de IUCN heeft deze soort de status niet bedreigd.